# 摩蘇爾國際機場
摩蘇爾國際機場（阿拉伯语：‎）是位於伊拉克尼尼微省首府摩蘇爾的機場。1990年重建跑道，將瀝青改為混凝土，並新建一座航廈。在經過數次大翻新後，摩蘇爾機場終於達到國際機場的等級。2014年6月9日遭到伊斯蘭國佔據。
2017年2月，伊拉克從伊斯蘭國手中收復該機場，整個衝突過程不過四小時。

## 外部連結
- Mosul International Airport at Global Security （页面存档备份，存于）
- Mosul International Airport receives $10.3 million for upgrades （页面存档备份，存于）
- 世界航空数据库中的ORBM机场数据，数据截止日期：2006年10月。

Template:伊拉克机场
Category:Buildings and structures in Mosul
Category:2007 establishments in Iraq